# François N'Doumbé
François N'Doumbé   (Douala, 30 de gener de 1954) és un exfutbolista camerunès de les dècades de 1970 i 1980.
Fou internacional amb la selecció de futbol del Camerun amb la qual participà en la Copa del Món de futbol de 1982.
Pel que fa a clubs, destacà a Union Douala.